# Línea 2 del Cablebús
La Línea 2 del Cablebús, es una línea de teleférico que une a Constitución de 1917 con Santa Marta. El horario de lunes a viernes de las 05:00 a 23:00 horas, mientras que el sábado es de las 06:00 a 23:00 horas  y el domingo de 07:00 a 23:00 horas, esto con un costo de MXN $ 7.00.

## Historia

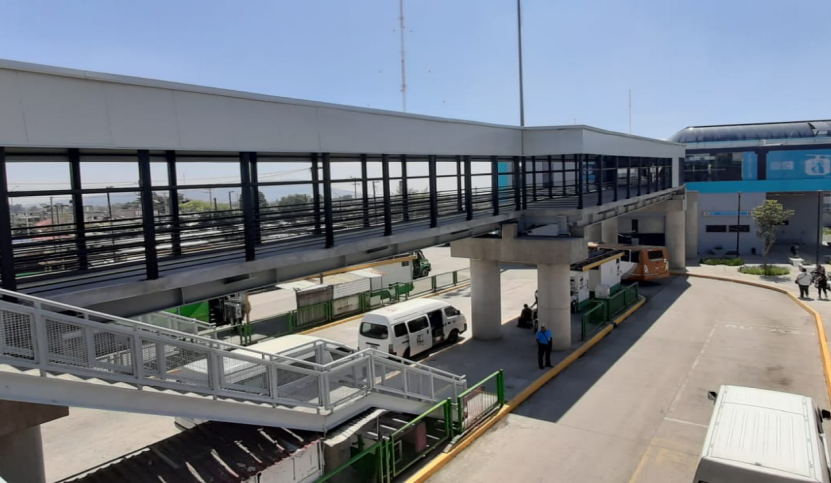
Estación Constitución de 1917.

Las obras de la línea del Cablebús iniciaron el 14 de enero de 2020. El 8 de agosto de 2021, fue inaugurada la línea. Tiene conexión con la línea 8 en  Constitución de 1917 y la línea A en Santa Marta del Sistema de Transporte Colectivo Metro. Según los cálculos, la línea ayudará a disminuir los tiempos de traslado de más de una hora a menos de 40 minutos.

## Estaciones
| Estación              | Iconografía                              | Inauguración        | Alcaldía   | Tipo de estación | Conexiones |
| --------------------- | ---------------------------------------- | ------------------- | ---------- | ---------------- | --- |
| Constitución de 1917  | Pluma y papel con el número 1917 escrito | 8 de agosto de 2021 | Iztapalapa | Terminal         | Otros servicios - CETRAM Constitución de 1917 - Constitución de 1917 - 4-B - Rutas: 1-D, 47-A, 57-A, 57-C, 159, 161, 161-C, 161-D, 161-E, 161-F, 162, 165-A |
| Quetzalcóatl          | Cabeza de Quetzalcóatl                   | 8 de agosto de 2021 | Iztapalapa | Paso             | Otros servicios - Ruta: 161-E |
| Las Torres Buenavista | Dos torres eléctricas                    | 8 de agosto de 2021 | Iztapalapa | Paso             | |
| Xalpa                 | Falso camaleón                           | 8 de agosto de 2021 | Iztapalapa | Paso             | Otros servicios - Ruta: 161-C Palmas |
| Lomas de la Estancia  | Tortuga                                  | 8 de agosto de 2021 | Iztapalapa | Paso             | Otros servicios - Ruta: 161 Ampliación Santiago |
| San Miguel Teotongo   | Sol sobre un templo prehispánico         | 8 de agosto de 2021 | Iztapalapa | Paso             | Otros servicios - Rutas: 163, 163-B |
| Santa Marta           | Silueta de Santa Marta de Betania        | 8 de agosto de 2021 | Iztapalapa | Terminal         | Otros servicios - CETRAM Santa Marta - Santa Marta - Rutas: 1-D, 52-C - Santa Marta                                                                         |

## Premios
El 26 de agosto de 2021, Guinness World Records otorgó el título de récord mundial de la línea de transporte público de teleférico más larga del mundo a la línea 2 del Cablebús.